# Джованні Сальвіаті
Джованні Сальвіаті (італ. Giovanni Salviati; 24 березня 1490 — 28 жовтня 1553) — флорентійський дипломат і кардинал. Був папським легатом у Франції, вів переговори з імператором Карлом V.

## Біографія
Сальвіаті народився у Флоренції в сім'ї Якопо Сальвіаті, сина Джованні Сальвіаті та Маддалени Гонді, та Лукреції Медічі, старшої дочки Лоренцо Медічі. У Римі він здобув освіту латинською, грецькою та івритом у Марчелло Віргіліо Адріані та Фра Занобі Аччажуолі. Папа Лев X, який висвятив його у кардинали в 1517 році, був сином Лоренцо, а отже, дядьком Джованні. Його брат Бернардо Сальвіаті та племінник Антон Марія Сальвіаті також стали кардиналами. Він також був двоюрідним братом Катерини Медічі, від якої він отримав покровительство.
Обіймав багато посад. Був апостольським протонотарієм, єпископом Порто-е-Санта-Руфіна та заступником декана Священної колегії кардиналів. У 1525 році його було відправлено легатом до Мадрида для переговорів щодо виведення імперських військ із папської області та допомоги у переговорах щодо звільнення полоненого французького короля Франциска I. У 1526 році Сальвіаті підписав для свого двоюрідного брата, папи Климента VII, угоду про створення Коньякської ліги, яка об'єдналася проти Карла V. У 1543 році він став єпископом Альбано. У 1520 році він був призначений адміністратором єпархії Олорон і брав участь у конклаві 1549—1550 років.
Він був у дружніх стосунках з Макіавеллі, писав йому. Художник-маньєрист Франческо Сальвіаті (Франческо де Россі) взяв ім'я Сальвіаті від Джованні, який був його покровителем. Він найняв композитора Жака дю Пона.
Сальвіаті помер у Равенні 28 жовтня 1553 року.